# ポップ・ニュース
ポップ・ニュースは宝塚歌劇団によって制作された舞台作品。花組公演。

## 宝塚大劇場公演　ショート・ショー『ポップ・ニュース』 24景
参考資料：60年史別冊
- 1972年9月2日 - 10月1日
- 併演は『炎の天草灘』

### スタッフ
- 作・演出：鴨川清作
- 振付：パディ・ストーン
- 作曲・編曲：寺田瀧雄・中井光晴・入江薫・吉崎憲治
- 音楽指揮：橋本和明
- 歌唱指導：水島早苗
- 振付：喜多弘・司このみ
- 装置：静間潮太郎・大橋泰弘
- 衣装：静間潮太郎
- ヘアーデザイン：畠山順吉
- 照明：今井直次
- 小道具：万波一重
- 効果：川ノ上智洋
- 音響監督：松永浩志
- 演出助手：草野旦・村上信夫・三木章雄
- 制作：平松悟

### 主な配役
- 愛の歌手、競歩の男：真帆志ぶき
- 歌う男、ハンマー投げの男：甲にしき
- 青年、レディ：薫邦子
- 男の子、歌手：水はやみ
- バーテン：麻月鞠緒
- 女の子：八汐みちる
- 少女：有花みゆ紀
- 歌手：瀬戸内美八

## 東京宝塚劇場公演
- 1972年11月3日 - 11月27日
- 主なスタッフは鴨川清作
- 併演は『浜千鳥』

参考資料：90年史